# Personkongruens
Personkongruens eller personböjning är en viktig del av många språks verbböjningssystem. Oftast skall verbet kongruera med subjektet i person och/eller numerus, dvs anta olika form beroende på vilket pronomen subjektet är eller motsvarar.
Det latinska verbet vocare böjs i presens indikativ aktivum på följande vis:
- Första person singular: voco
- Andra person singular: vocas
- Tredje person singular: vocat
- Första person plural: vocamus
- Andra person plural: vocatis
- Tredje person plural: vocant

I språk som tillämpar så här omfattande personböjning behöver man ofta inte sätta ut personliga subjektspronomen, eftersom verbets form fyller dess funktion. När subjektspronominet sätts ut är det oftast för att förtydliga eller betona.
Det finns också språk där verbet kongruerar med objektet eller med både subjekt och objekt.

## Svenskan
För reformen under 1940-talet, se kongruensfrågan.
Också svenskan har haft personböjning. I den sista versionen av systemet, som gällde i skriftspråket långt in på 1900-talet, trots att personböjning försvunnit ur de flestas talspråk, skilde man på slutet endast mellan singular och plural. Andra person plural hade dock en egen form länge. Vid användandet av den använde man pronominet I i stället för ni. Att sätta ut subjektet var obligatoriskt.
I presens (indikativ) användes i singular de ändelser som nu är aktuella. I plural var presensformen identisk med infinitiven vid alla verb utom vara, där pluralformen var äro (andra person plural ären). Ett exempel på en pluralform som fortfarande används är äga, i det stelnade uttrycket "Obehöriga äga ej tillträde".
I imperfekt, eller preteritum, användes av svaga verb samma ändelser i plural som i singular, dvs de som används än idag (andra person plural: tillägg av -n). De starka verben hade särskilda plurala imperfektformer. Dessa bildades genom tillägg av suffixet -o (andra person plural: -en) till en särskild version av verbstammen som var (och är) identisk med stammen för imperfekt konjunktiv.
Denna stam var emellertid oftast densamma som den "vanliga" imperfektformen - till exempel fick äta formen åto. Om vokalen i den "vanliga" imperfektstammen var a, användes dock supinstammen för de plurala imperfektformerna, varpå exempelvis springa fick formen sprungo. Specialfall var verben vara, giva, bedja, gå och få, vilka fick stammarna vor-, gåv-, båd-, ging- respektive fing-.
I imperativ var pluralformerna längre livskraftiga. Förutom andra person plural, vilket som vanligt fick suffixet -en, hade också första person plural en särskild form med suffixet -om. Idag motsvaras en form som sittom snarast av låt oss sitta. Suffixet -om hade tidigare används för första person plural också i andra kategorier. Andra person plural har också haft -er som imperativsuffix: Sluter sjunga!

## Utveckling
I språkens utveckling uppkommer personböjning ofta genom att pronomen som placeras efter verben efterhand tenderar smälta ihop med dem och uppfattas som en del av dem. Om språket åter får subjektstvång, det vill säga att det blir obligatoriskt att sätta ut ett subjekt, blir personböjningen, som blev fallet i svenskan, i princip överflödig och riskerar att försvinna.